# Boléro (film, 2024)
Pour les articles homonymes, voir Boléro (homonymie).
Pour plus de détails, voir Fiche technique et Distribution.
Boléro est un film français réalisé par Anne Fontaine et sorti en 2024. Il s'agit d'un film biographique consacré au compositeur Maurice Ravel, narrant comment il créa son œuvre la plus emblématique, le Boléro.

## Synopsis
Le film s'ouvre sur diverses variations et adaptations du Boléro de Maurice Ravel, jeune compositeur qui échoue à obtenir le prix de Rome.
Quelques années plus tard Ravel est sollicité avec insistance par Ida Rubinstein, pour qu'il lui compose une musique pour son prochain ballet. Ravel accepte mais peine à trouver l'inspiration.
Le film, par des flash-back de la Première Guerre mondiale, l'évocation des rencontres de Ravel avec Misia Sert dont il est épris, de ses échecs ainsi que de sa tournée en Amérique dévoile comment, au fil du temps et en dépit de soucis de santé qui ne vont qu'en s'aggravant, le compositeur parviendra à créer son Boléro[incompréhensible].  
Le film s'achève en informant le spectateur  qu'« il ne s'écoule pas un quart d'heure sans que quelque part dans le monde ne soit joué le Boléro de Ravel ».

## Fiche technique
Sauf indication contraire, les informations mentionnées dans cette section peuvent être confirmées par la base de données cinématographiques IMDb,  présente dans la section « Liens externes ».
- Titre original : Boléro
- Réalisation : Anne Fontaine
- Scénario : Anne Fontaine, Claire Barré, librement adapté de Maurice Ravel de Marcel Marnat
- Musique : Maurice Ravel, Bruno Coulais (direction musicale), Guillaume Clément (supervision musicale)
- Décors : Riton Dupire-Clément
- Costumes : Anaïs Romand
- Photographie : Christophe Beaucarne
- Montage : Thibaut Damade
- Son : Brigitte Taillandier, Jean Goudier, Jean-Pierre Laforce
- Production : Philippe Carcassonne, Julien Deris, David Gauquié, Jean-Louis Livi
- Sociétés de production : Ciné-@, Cinéfrance Studios, F comme Film, SND, France 2 Cinéma, Artémis Production
- Société de distribution : SND
- Budget : 12,4 millions d'euros
- Pays de production :  France
- Langue originale : français
- Format : couleur
- Genre : Film biographique
- Durée : 120 minutes
- Date de sortie :
  - France : 6 mars 2024

## Distribution
- Raphaël Personnaz : Maurice Ravel
- Doria Tillier : Misia Sert
- Jeanne Balibar : Ida Rubinstein
- Emmanuelle Devos : Marguerite Long
- Vincent Perez : Cipa Godebski
- Sophie Guillemin : Madame Revelot
- Anne Alvaro : la mère de Ravel
- Alexandre Tharaud : Pierre Lalo
- Florence Ben Sadoun : la mère maquerelle
- Marie Denarnaud : la prostituée qui danse
- Mélodie Adda : la jeune prostituée
- Katia Tchenko : la voyante
- Serge Riaboukine : Alfred Edwards
- Constance Verluca : la femme élégante
- François Alu : le danseur du final
- Joniece Jamison : la chanteuse à Harlem
- Jean-Chrétien Sibertin-Blanc : l'examinateur du Prix de Rome
- Bruno Fleury : le père de Ravel
- Max Harter : Ravel enfant
- Raphaël Cohen : le soldat « ange »
- Roméo Spadone : l'ouvrier siffleur

## Tournage
Le film a été en partie tourné dans la maison de Maurice Ravel, Le Belvédère, à Montfort-l’Amaury dans les Yvelines. Le tournage a démarré le 9 mars 2023 à Paris et s'est achevé au mois de mai.